# ليون كيلي
ليون كيلي (بالإنجليزية: Leon Kelly)‏ (و. 1901 – 1982 م) هو رسام من الولايات المتحدة الأمريكية .